# 구로시마 가메토

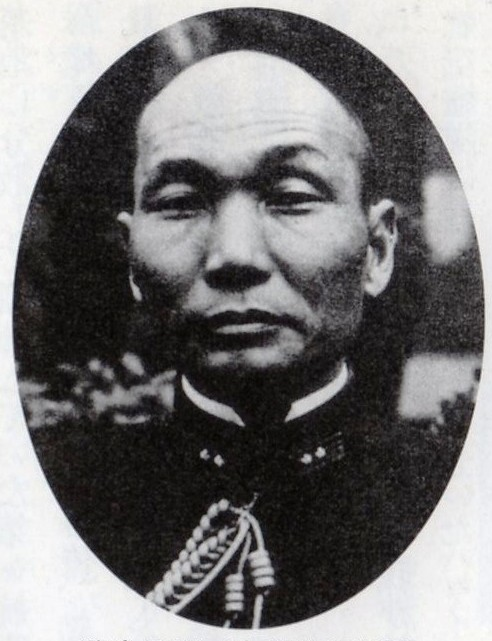
구로시마 가메토 소장

구로시마 가메토(黒島亀人)는 일본의 해군군인이다. 해군병학교 44기생이고 최종 계급은 해군 소장이다.